# Acmaeodera consors
Acmaeodera consors är en skalbaggsart som beskrevs av Horn 1878. Acmaeodera consors ingår i släktet Acmaeodera och familjen praktbaggar. Inga underarter finns listade i Catalogue of Life.